# Deklaratorisch
Deklaratorisch (rechtsbekundend, klar- oder feststellend; lateinisch declarare, „deutlich bezeichnen“) bedeutet in der juristischen Fachsprache, dass die Rechtswirkung schon vor dem Rechtsakt eingetreten ist. Bei einem deklaratorischen Rechtsakt wird also lediglich das Bestehen eines Rechts oder Rechtsverhältnisses festgestellt, bezeugt oder klargestellt.

## Beispiele
- Die Eintragung in das Handelsregister ist regelmäßig ein deklaratorischer Rechtsakt, da unabhängig von der Eintragung Kaufmann ist, wer ein Handelsgewerbe nach § 1 HGB betreibt. Die Eintragung in das Handelsregister bezeugt lediglich diese Tatsache.
- Ein deklaratorisches Schuldanerkenntnis ist ein Vertrag, durch den lediglich eine schon bestehende Schuld nach Grund und/oder Höhe bestätigt wird. Es soll dem Gläubiger den Beweis der Schuld ermöglichen bzw. die Schuld unstreitig stellen.
- Ein Feststellungsurteil im Zivilprozess über ein streitiges Rechtsverhältnis ist nur deklaratorisch, da das Rechtsverhältnis bereits zuvor bestand.
- Im Verwaltungsrecht ist die Bescheinigung der Staatsangehörigkeit durch die Behörde nur deklaratorisch, da diese kraft Gesetzes eintritt.

Der Gegensatz der deklaratorischen Wirkung ist die konstitutive Wirkung, die das Recht oder Rechtsverhältnis selbst begründet, aufhebt oder gestaltet.